# Glossotherium
A Glossotherium („nyelv szörny”) az emlősök (Mammalia) osztályának vendégízületesek (Xenarthra) öregrendjébe, ezen belül a szőrös vendégízületesek (Pilosa) rendjébe és a fosszilis Mylodontidae családjába tartozó nem.

## Rendszertani besorolása
Ez az állat annyira hasonlít a Mylodonra, hogy korábban a két génuszt azonosnak is vélték. A legközelebbi rokona az észak-amerikai Paramylodon, amelyet először Glossotheriumként kezeltek.

## Előfordulása
A Glossotherium Dél-Amerika és Mexikó területein élt a késő pliocén és pleisztocén korok idején, körülbelül 2,5 millió és 12 ezer évvel ezelőtt. Az újabb kutatások szerint 8700 évvel ezelőtt halt ki.

## Megjelenése
Ez a nehéz testfelépítésű állat, az orrától a farka végéig körülbelül 4 méter hosszú volt. Testtömege 1002,6 kilogramm lehetett. Meglehet, hogy képes volt két lábra is felállni. Hatalmas mérete miatt csak a Smilodon támadhatott rá.

## Rendszerezésük
A nembe a tudomány mai állása szerint az alábbi 2 faj sorolható (bár a még le nem írt maradványok egyéb fajokat is rejtegethetnek):
- Glossotherium chapadmalense - a pliocén korban élt,
- Glossotherium robustum (Owen, 1842) - az összes pleisztocénkori maradványt e fajhoz tartozónak tartják.

Eszerint ide kell sorolni az óriás földilajhárt (Glossotherium phoenesis), amely 25 ezer éve bizonyítottan élt még Dél-Amerikában.

## Képek

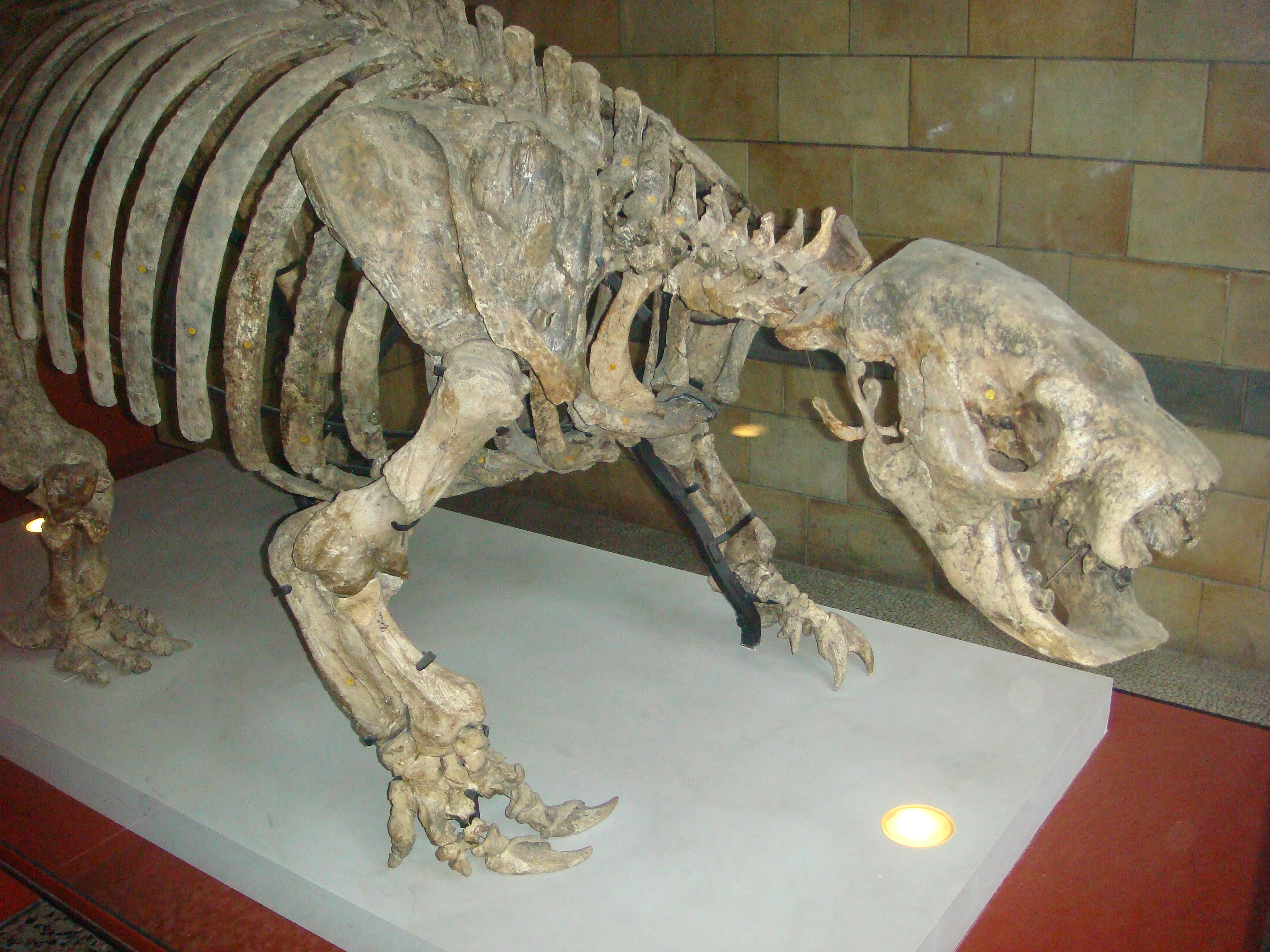
Különböző
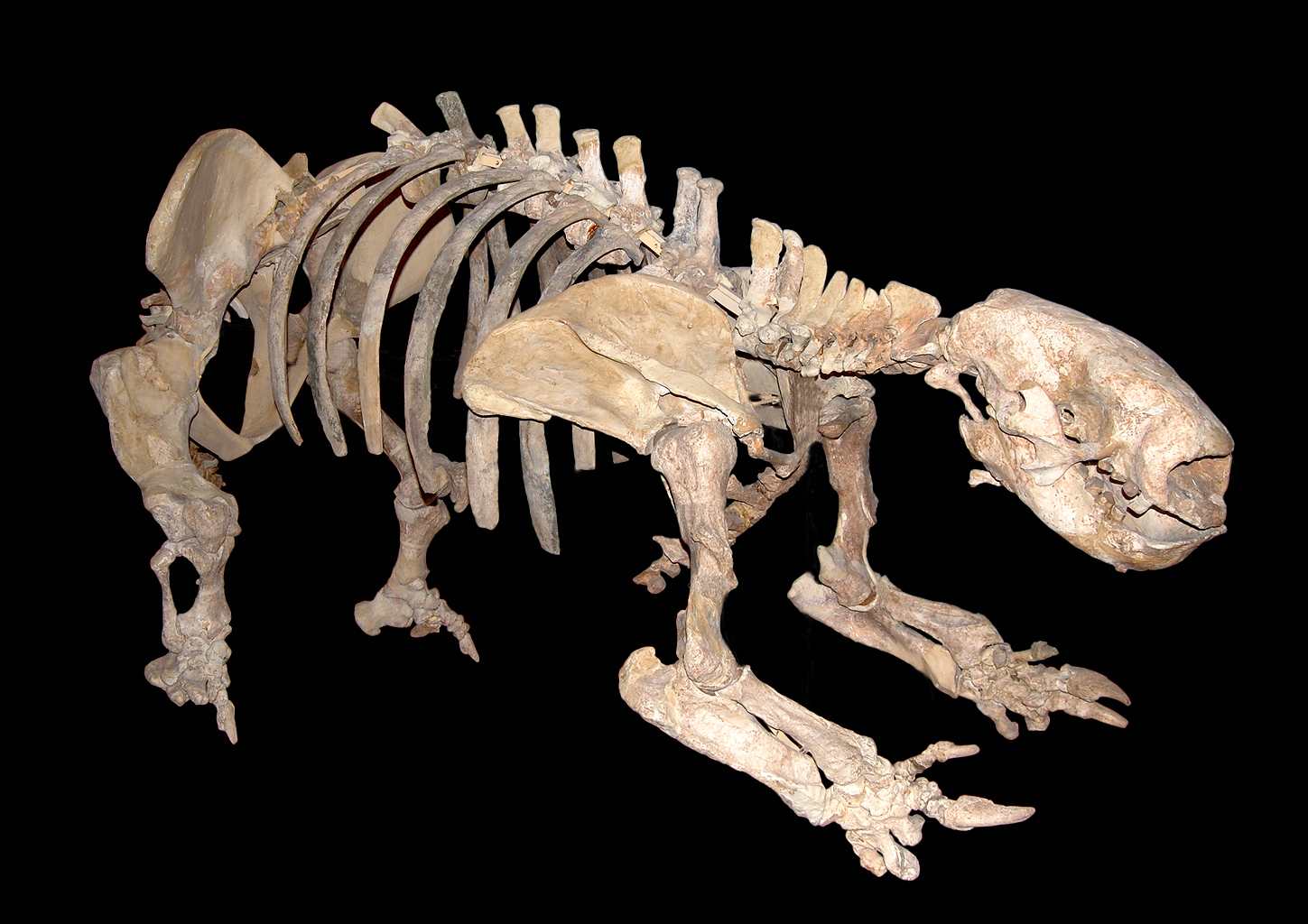
Glossotherium
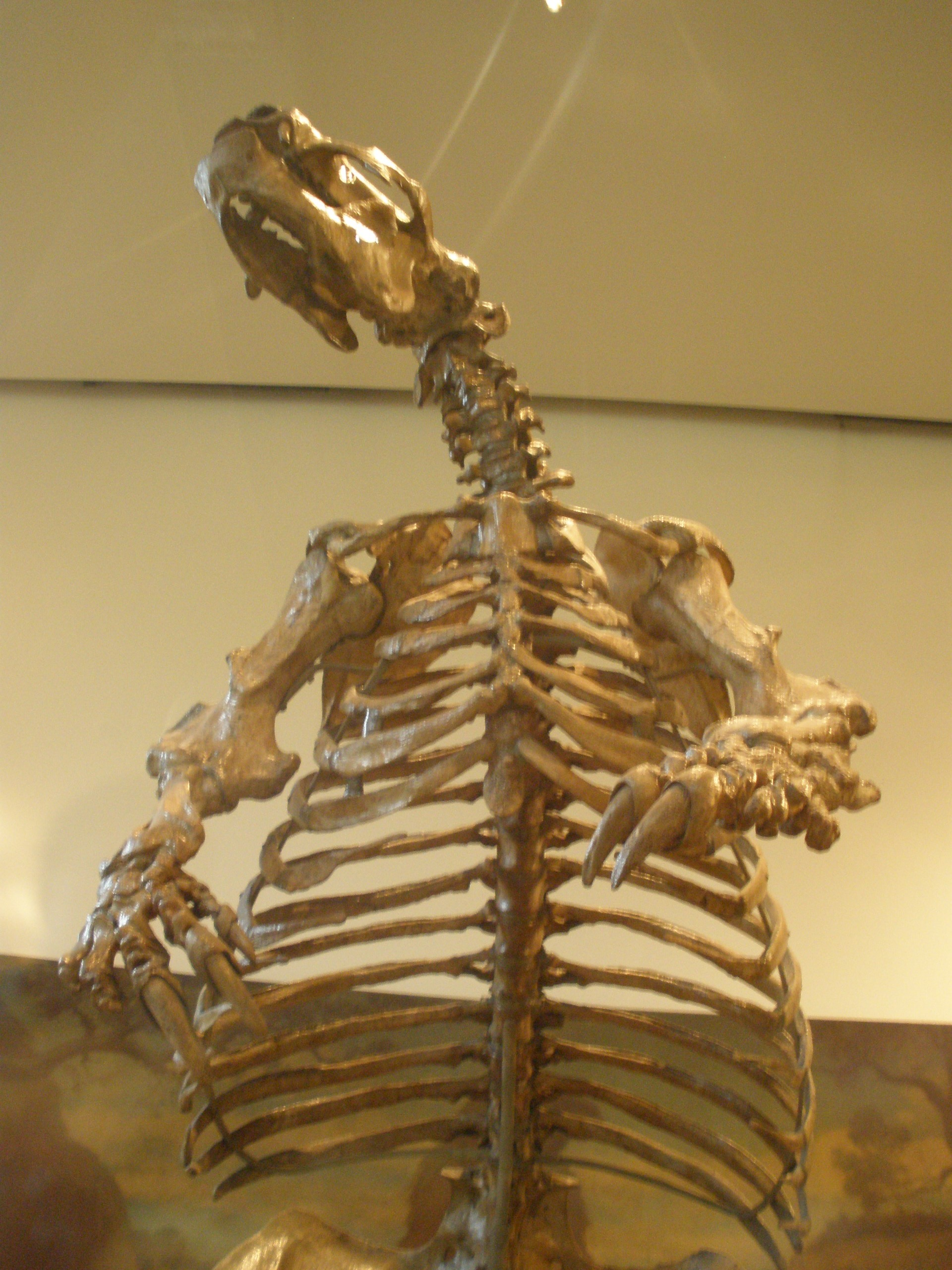
csontvázak
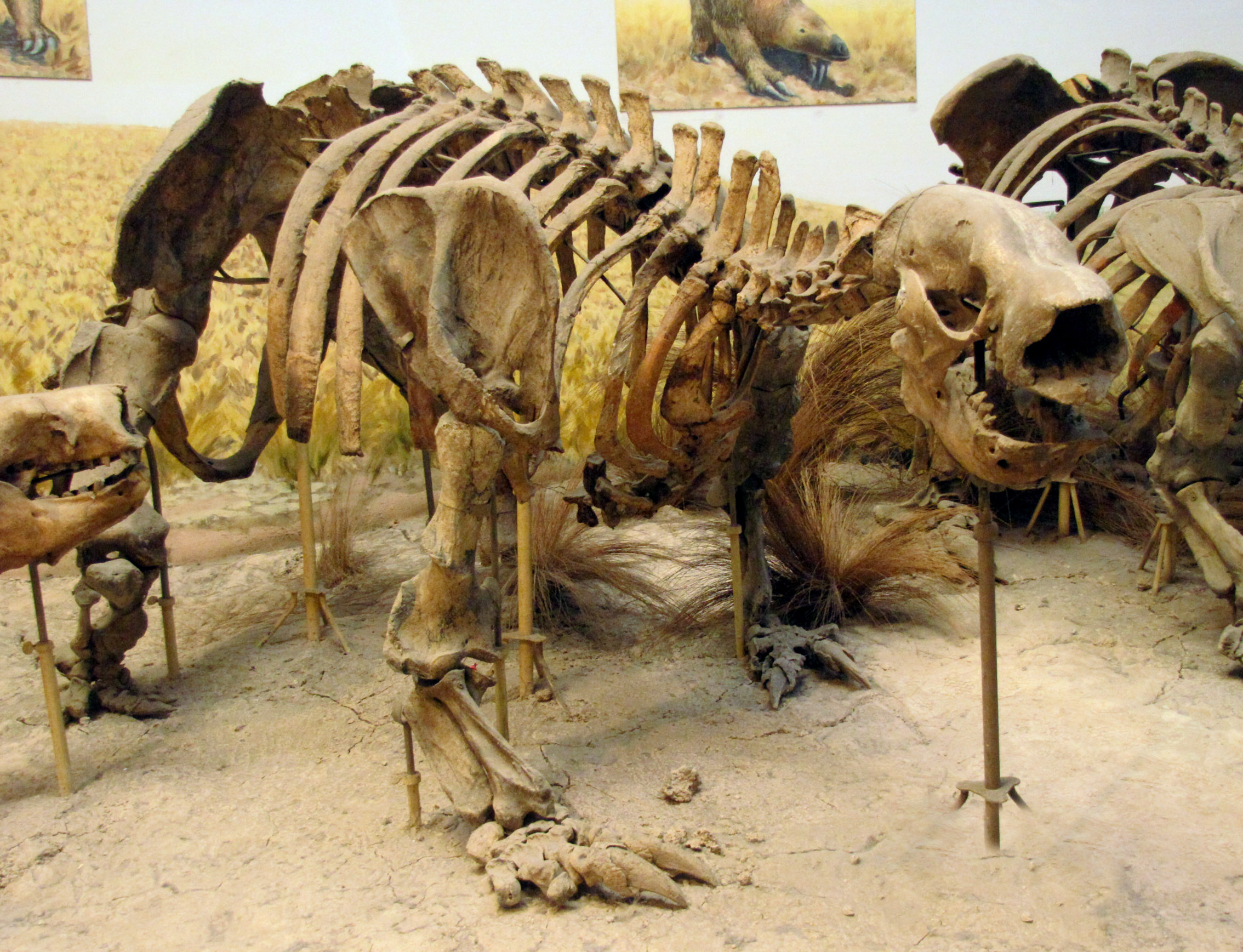
Felnőtt
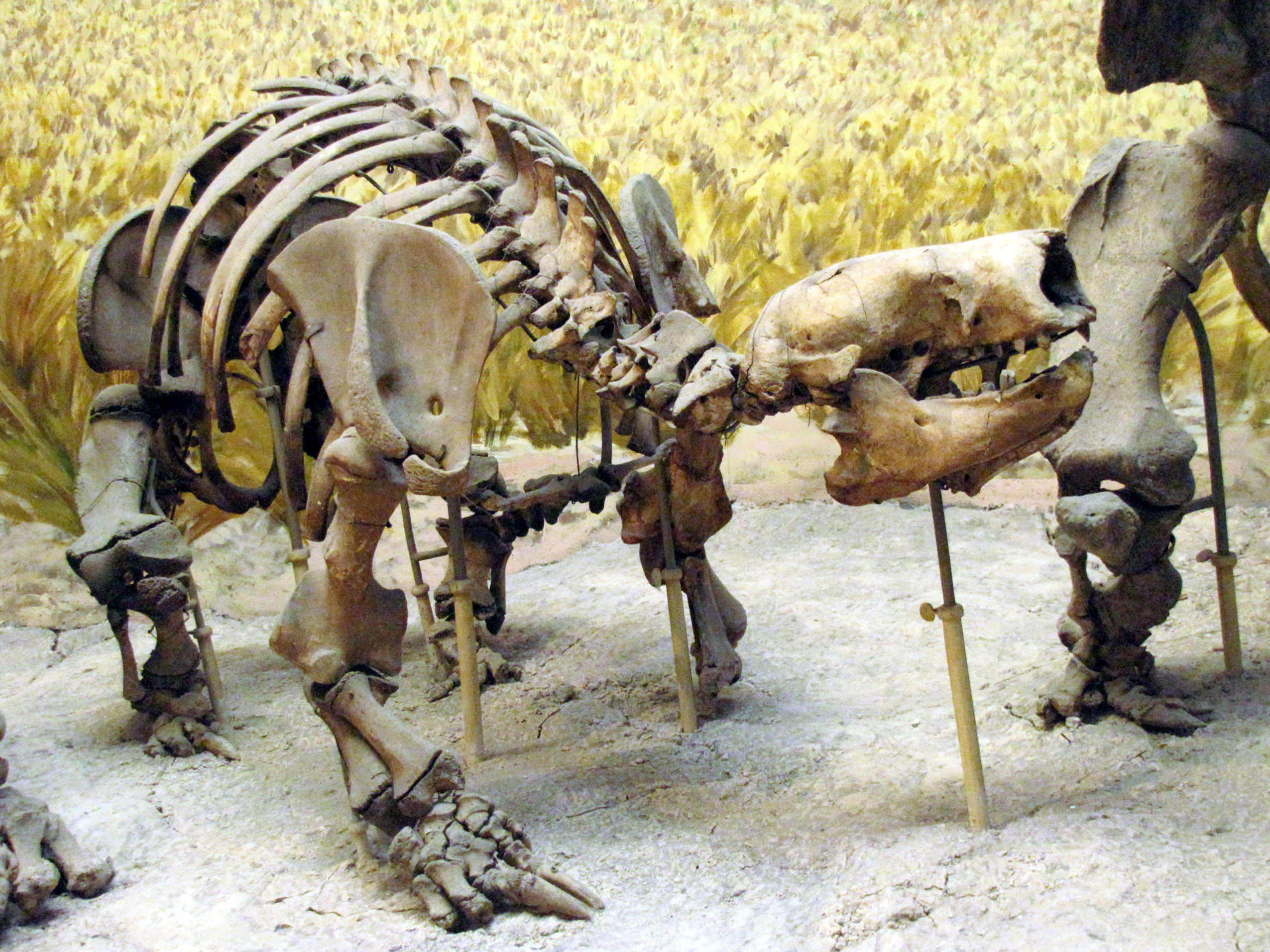
és fiatal
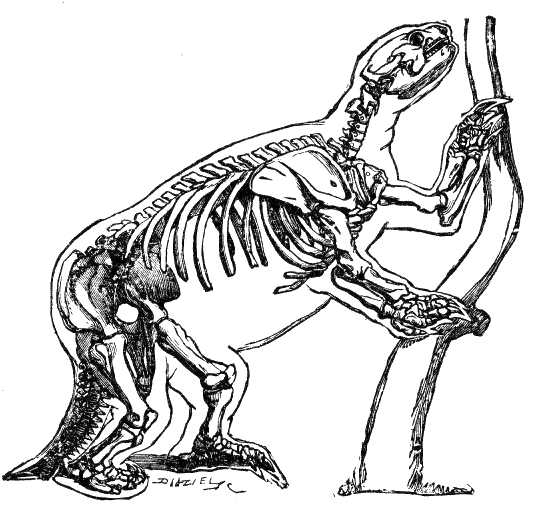
Rajzok az
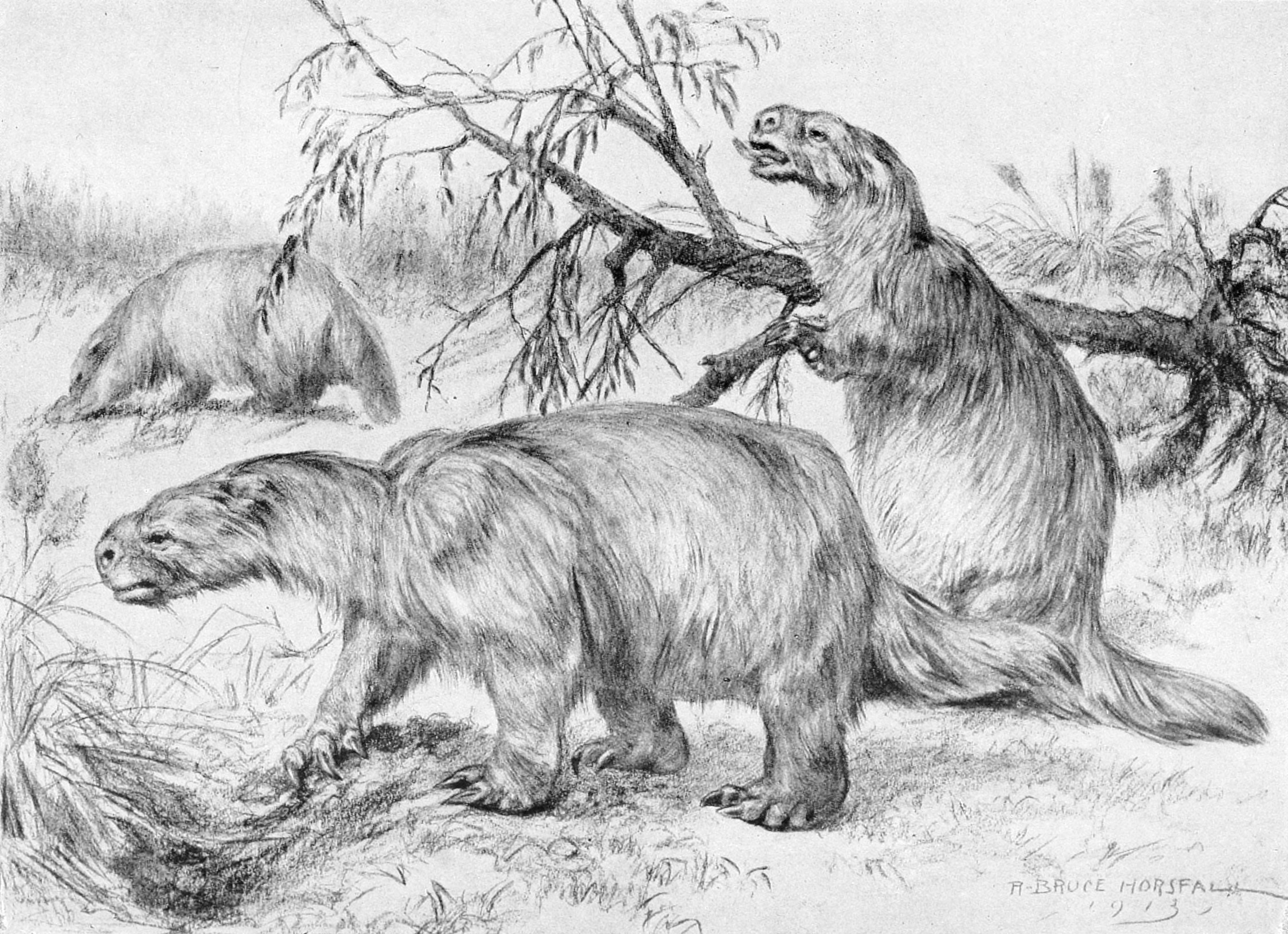
állatokról

## Fordítás
- Ez a szócikk részben vagy egészben  a   Glossotherium című angol Wikipédia-szócikk ezen változatának fordításán alapul.  Az eredeti cikk szerkesztőit annak laptörténete sorolja fel. Ez a jelzés csupán a megfogalmazás eredetét és a szerzői jogokat jelzi, nem szolgál a cikkben szereplő információk forrásmegjelöléseként.